# Światowy Tydzień Wody
Światowy Tydzień Wody – akcja organizowana od 1991 roku przez Sztokholmski Międzynarodowy Instytut Wodny SIWI. 
Podczas tygodnia wody:
- odbywają się seminaria, warsztaty i wycieczki (m.in. zwiedzanie sztokholmskiej elektrowni wodnej w Kaeppala oraz stołecznego "morskiego osiedla" mieszkaniowego na dawnych terenach przemysłowych dzielnicy Hammarby, które zbudowano ściśle według norm ekologicznych).
- wręczana jest Sztokholmska Nagrodę Wody (Stockholm Water Prize), której patronuje król Szwecji Karol XVI Gustaw. Z nagrodą wiąże się premia pieniężna w kwocie 1 mln koron szwedzkich (ok. 450 tys. złotych)
- ogłaszany jest laureat Szwedzkiej Nagrody Wód Bałtyku, przyznawanej od 1999 roku za działalność na rzecz ochrony tego akwenu, w wysokości 150 tys. koron szwedzkich. W 2008 roku nagrodę Wód Bałtyku otrzymał Krzysztof Skóra[1]. Do wcześniejszych laureatów nagrody należą: Ecodefense, Kaliningrad, Rosja; szwedzki finansista Björn Carlson, Vodokanal St. Petersburg wraz z jego Dyrektorem Feliksem Karmazinovem; Nature Management and Water Environment Division of Fyn County, Dania; Frantschach Swiecie SA, Polska; The Lithaunian Housing and Urban Development Foundation; Mr. Leonid Korovin z St. Petersburga, Rosja; Miasto Gdańsk, Polska; i PURAC w Polsce[2].